# Cabanaconde
Cabanaconde es una ciudad peruana, capital del distrito homónimo ubicado en la provincia de Caylloma, en el departamento de Arequipa. Se halla a una altitud de 3296 m s. n. m. Tenía 2390 hab. según el censo de 1993.
Las calles y plaza principal del pueblo de Cabanaconde fueron declarados monumentos históricos del Perú el 23 de julio de 1980 mediante el R.M.N° 0928-80-ED.

## Galería

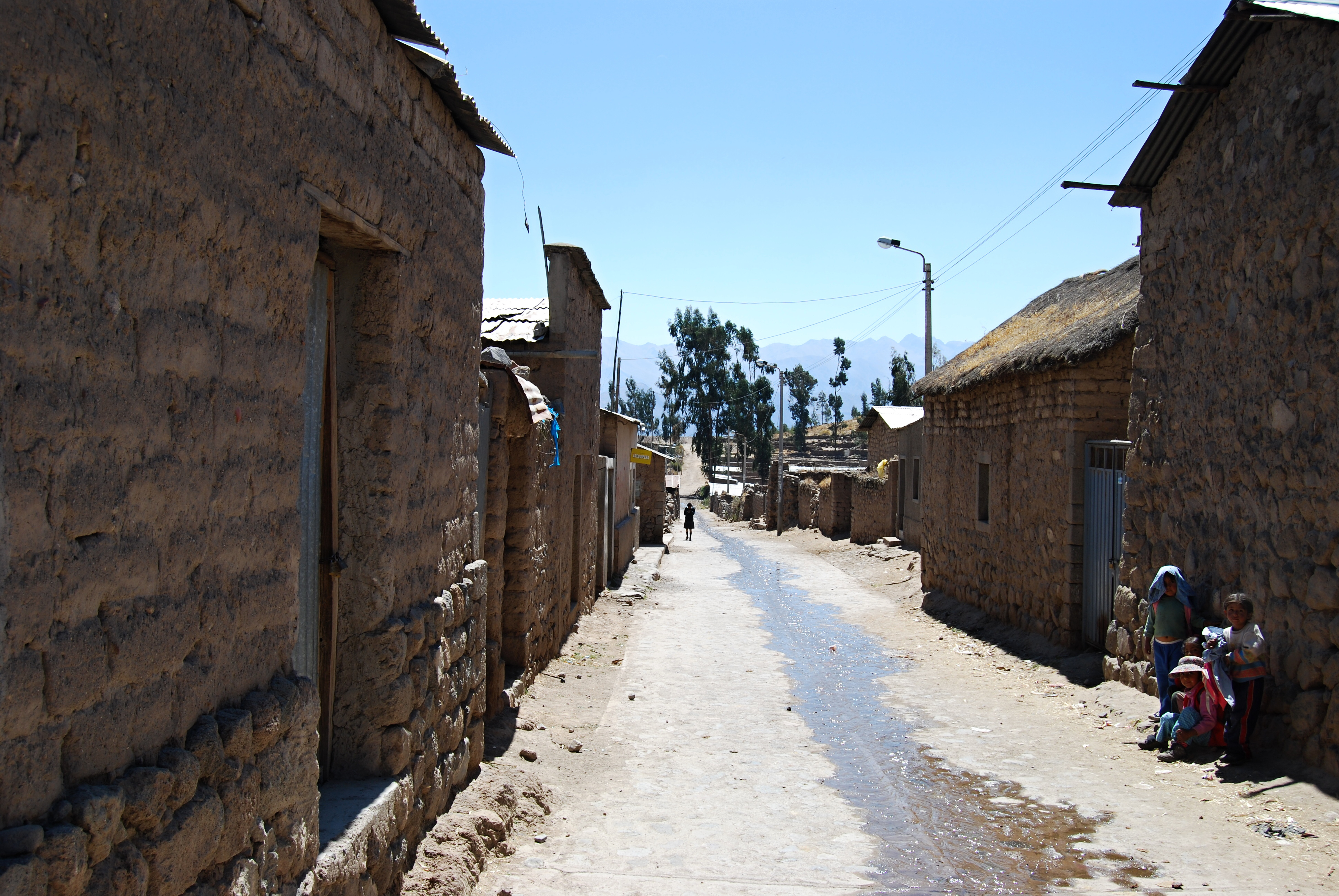
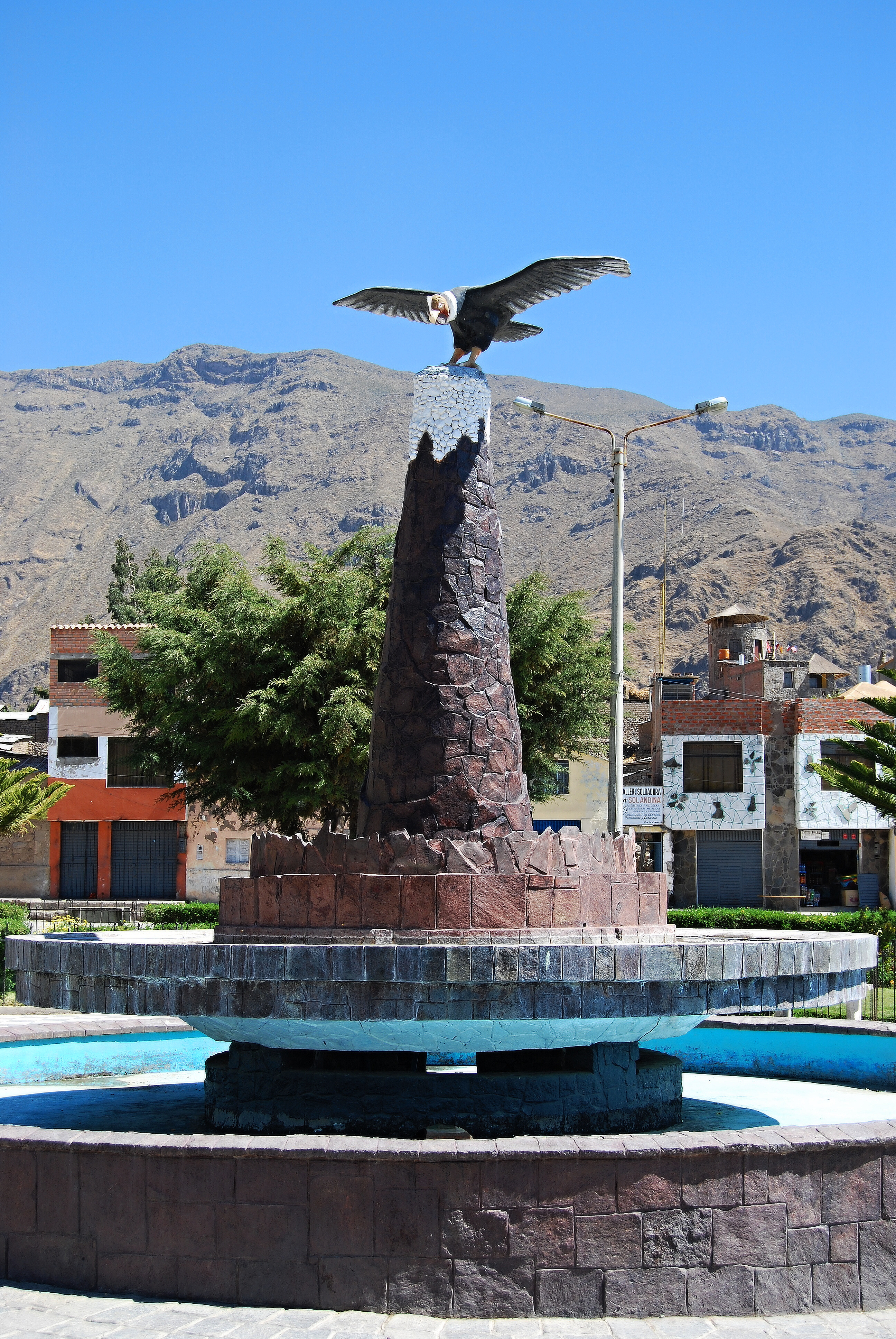
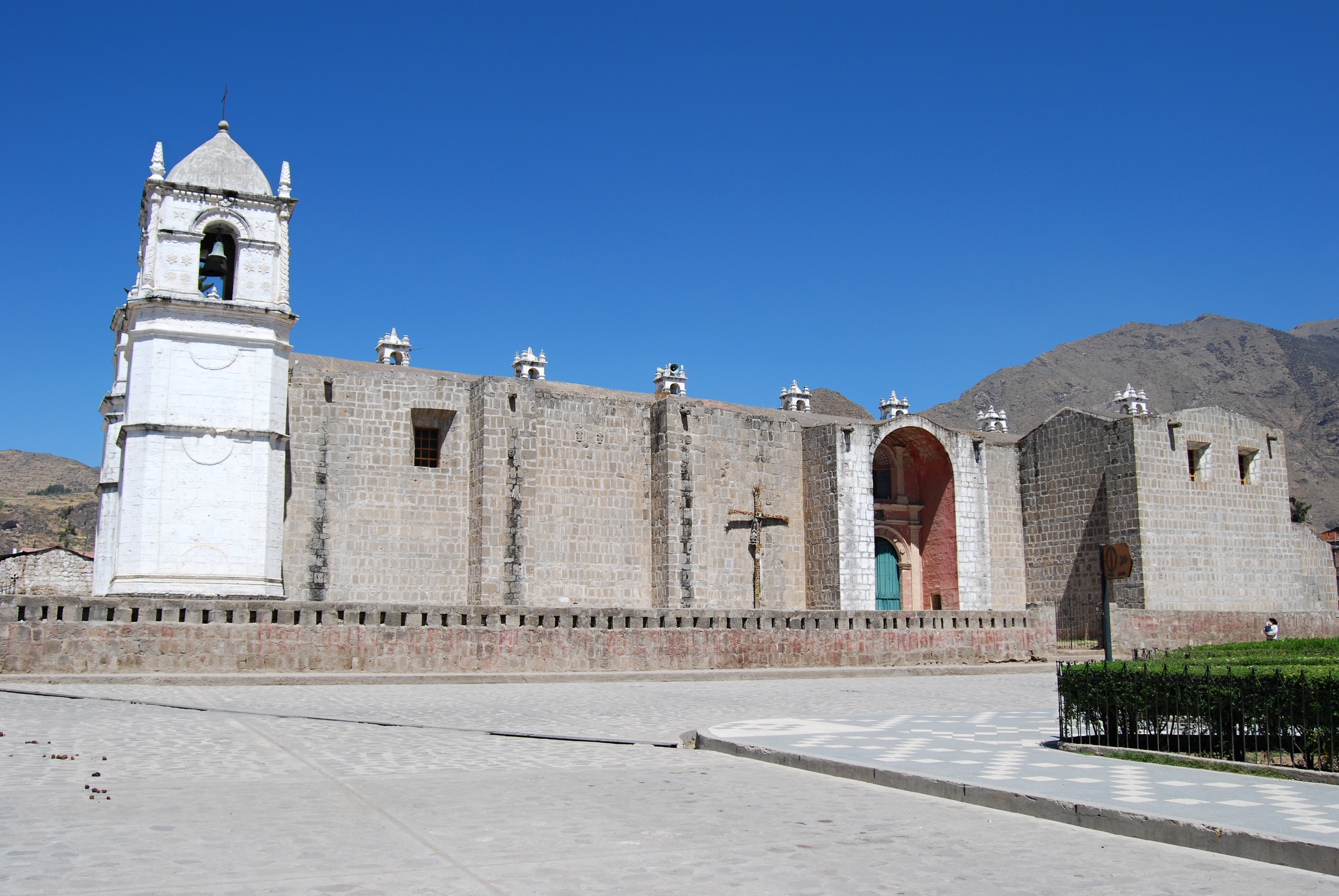
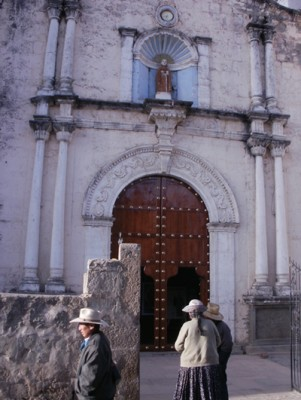

## Clima
| Parámetros climáticos promedio de Cabanaconde | Parámetros climáticos promedio de Cabanaconde | Parámetros climáticos promedio de Cabanaconde | Parámetros climáticos promedio de Cabanaconde | Parámetros climáticos promedio de Cabanaconde | Parámetros climáticos promedio de Cabanaconde | Parámetros climáticos promedio de Cabanaconde | Parámetros climáticos promedio de Cabanaconde | Parámetros climáticos promedio de Cabanaconde | Parámetros climáticos promedio de Cabanaconde | Parámetros climáticos promedio de Cabanaconde | Parámetros climáticos promedio de Cabanaconde | Parámetros climáticos promedio de Cabanaconde | Parámetros climáticos promedio de Cabanaconde |
| Mes                                           | Ene.                                          | Feb.                                          | Mar.                                          | Abr.                                          | May.                                          | Jun.                                          | Jul.                                          | Ago.                                          | Sep.                                          | Oct.                                          | Nov.                                          | Dic.                                          | Anual                                         |
| --------------------------------------------- | --------------------------------------------- | --------------------------------------------- | --------------------------------------------- | --------------------------------------------- | --------------------------------------------- | --------------------------------------------- | --------------------------------------------- | --------------------------------------------- | --------------------------------------------- | --------------------------------------------- | --------------------------------------------- | --------------------------------------------- | --------------------------------------------- |
| Temp. máx. media (°C)                         | 19.4                                          | 19.2                                          | 18.9                                          | 19.4                                          | 19.3                                          | 18.8                                          | 18.6                                          | 19.3                                          | 20.1                                          | 21.2                                          | 20.9                                          | 20.1                                          | 19.6                                          |
| Temp. mín. media (°C)                         | 4.8                                           | 5.1                                           | 4.8                                           | 3.1                                           | 0.8                                           | -0.2                                          | -1.7                                          | -1.8                                          | 0.7                                           | 1.4                                           | 2                                             | 3.8                                           | 1.9                                           |
| Fuente: climate-data.org                      |                                               |                                               |                                               |                                               |                                               |                                               |                                               |                                               |                                               |                                               |                                               |                                               |                                               |